# Итальянский мост
Италья́нский мост — пешеходный металлический балочный мост-теплопровод через канал Грибоедова в Центральном районе Санкт-Петербурга, соединяет Казанский и Спасский острова. Объект культурного наследия России регионального значения.

## Расположение
Является продолжением Итальянской улицы рядом с храмом Воскресения Христова (Спас-на-Крови).
Выше по течению находится Ново-Конюшенный мост, ниже — Казанский мост.
Ближайшая станция метрополитена (300 м) — «Невский проспект», выход на канал Грибоедова.

## Название
Мост получил своё название в 1910-х годах по расположенной рядом Итальянской улице.

## История
В 1883 году журнал «Неделя строителя» сообщал о планах по строительству моста в створе Итальянской улицы. В 1894 году инженер Л. Н. Колпицын обратился в городскую думу о разрешении ему за свой счет взамен существовавших яличных перевозов на Екатерининском канале, Мойке и Фонтанке построить пешеходные мосты. Проход но ним предполагалось сделать платным (по одной копейке с человека) в течение 10 лет, после чего все мосты должны были перейти в собственность города. Городские власти отклонили это предложение.
В 1896 году на месте бывшего яличного перевоза по проекту инженера Л. Н. Колпицына был возведён однопролётный деревянный мост. Финансировал строительство сам Колпицын, смета составила 3500 руб. Торжественное открытие моста состоялось 6 октября 1896 года. Пролётное строение состояло из 10 дощато-гвоздевых ферм раскосной системы, пролёт в свету был равен 19,7 м. Основанием для моста служила стенка набережной. Характерными особенностями моста являлись его положение над каналом (для сохранения подмостного габарита пришлось построить с обеих сторон наружные лестницы для подъёма на мост), а также новое для мостостроения того времени использование ксилолитовых плит для мощения мостового полотна. Длина моста составляла 21,7 м, ширина — 2,6 м. В 1902 году мост был перестроен по проекту архитектора К. В. Бальди с заменой ксилолитовых плит дощатым настилом. В 1911—1912 годах переправа была перестроена по проекту инженера К. В. Ефимьева. Новый мост был брусчатым, подкосной системы, опорами для него служили трёхрядные деревянные сваи в двух взаимно перпендикулярных направлениях; при этом пролёт его уменьшился до 9,1 м.
В 1937 году мост был капитально перестроен для укладки между его прогонами двух теплофикационных труб. Судя по документу 1946 года, длина моста равнялась 18,4 м, ширина между перилами — 2,07 м, отверстие моста 8,5 м; кованые железные перила имели простой рисунок.
В 1955 году в связи с аварийным состоянием моста и капитальным ремонтом набережных канала Грибоедова был построен новый металлический однопролётный мост. Проект разработан в институте «Ленгипроинжпроект» инженером А. Д. Гутцайтом и архитектором В. С. Васильковским. Строительство выполнило СУ-2 треста «Ленмостострой» под руководством инженера Г. В. Гапонова. В 1969 году произведены работы по золочению архитектурных деталей моста, в 1996 году были отреставрированы фонари и перильное ограждение.

## Конструкция
Мост однопролётный металлический балочный. Несущими элементами пролётного строения являются две сварные главные балки с криволинейным очертанием нижнего пояса. Опорами главных балок служат подпорные стенки набережных канала. Минимальная высота балок в середине пролета, равная 0,7 м, обусловлена габаритами теплофикационных труб, размещённых под конструкцией покрытия. Поперечными связями служат обратные полурамы, ригели которых несут продольную среднюю балку двутаврового сечения. Сверху пролётное строение перекрыто железобетонными сборными плитами. Длина моста составляет 19,66 м (22,5 м по задним граням устоев); ширина — 3 м; расчётный пролёт — 19,5 м; расстояние между осями главных балок — 2,39 м.
Мост предназначен для пропуска пешеходов и прокладки труб теплотрассы. Покрытие прохожей части моста асфальтобетонное. Перильное ограждение чугунное, художественного литья, на устоях завершается гранитными тумбами с металлическими торшерами. Декор моста не оригинален, но разнообразен и обладает высокими художественными качествами. Украшения исполнены по рисункам, навеянным элементами декора мостов, построенных в первой половине XIX века. Секции перил моста по композиции, характеру и содержанию во многом близки классическим образцам, но они претворены современным художественным языком. Облик торшеров и фонарей также напоминает образцы русского классицизма (очень похожие торшеры на Зелёном мосту через Мойку). Фасадные листы моста декорированы рельефами. Итальянский мост весьма органично вписан в окружающую городскую среду. Стиль декора, характерный для XIX века, удачно сочетается с гранитной набережной канала Грибоедова и окружающей застройкой.

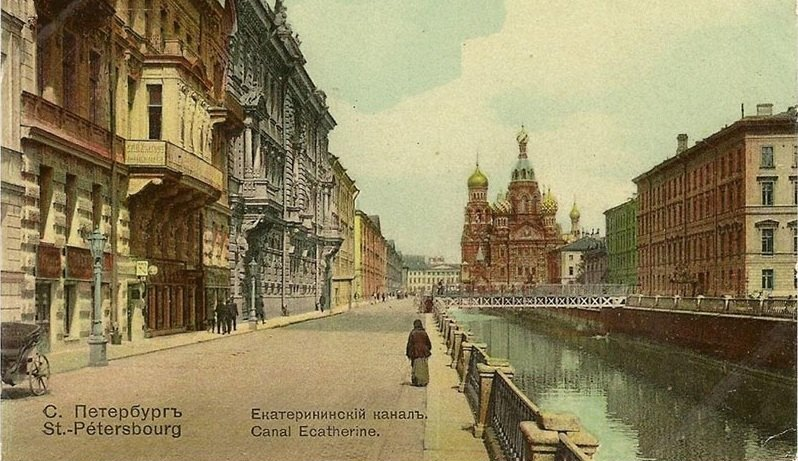
Мост в 1907-1910-х
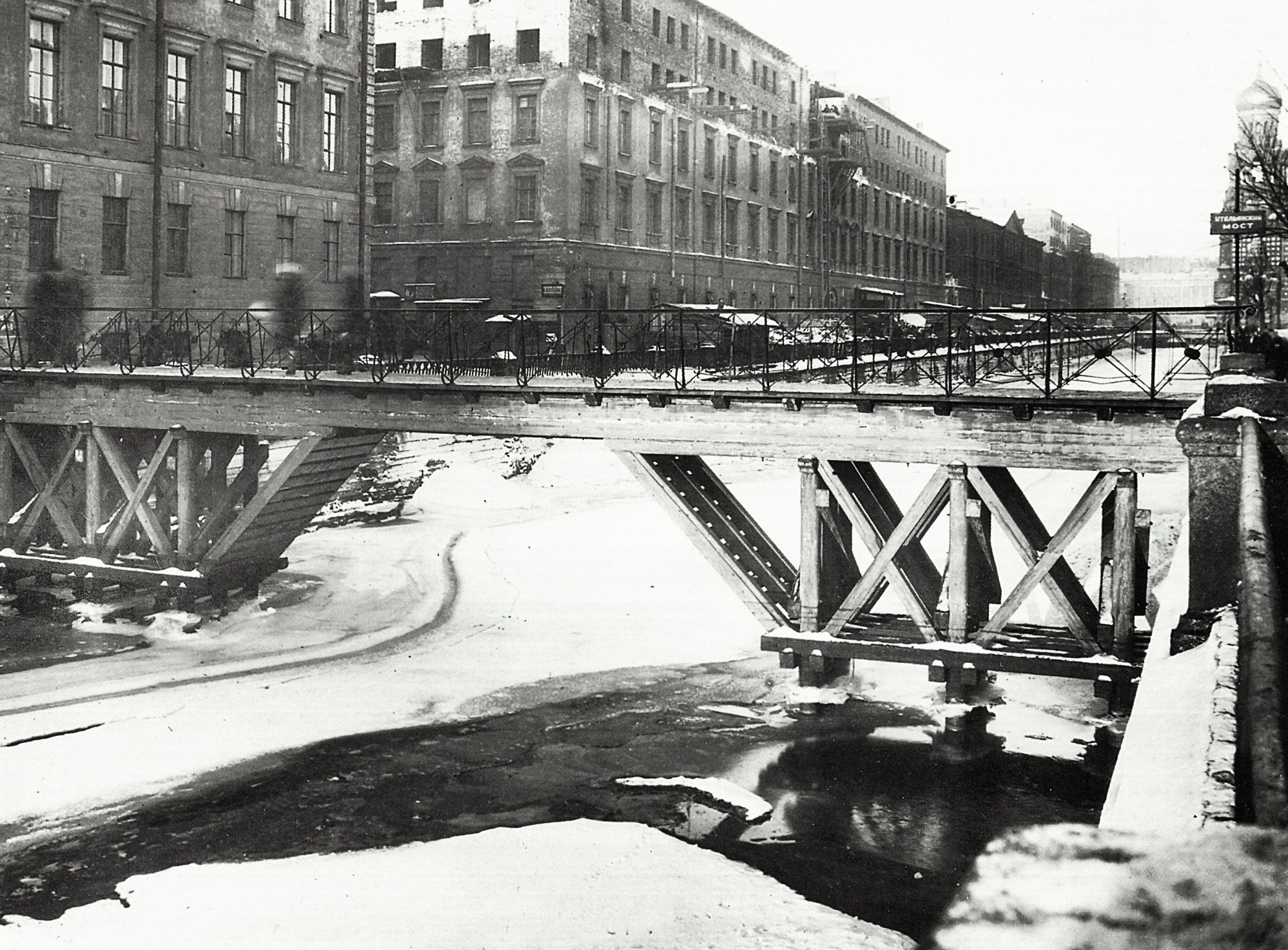
Мост в 1930-х
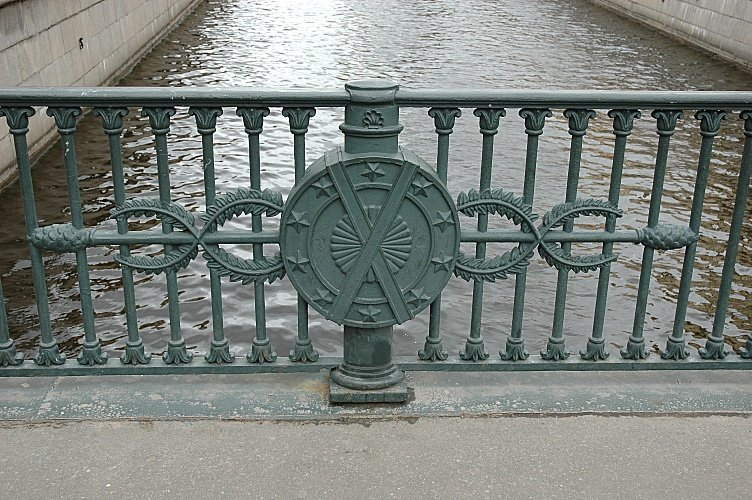
Деталь ограждения
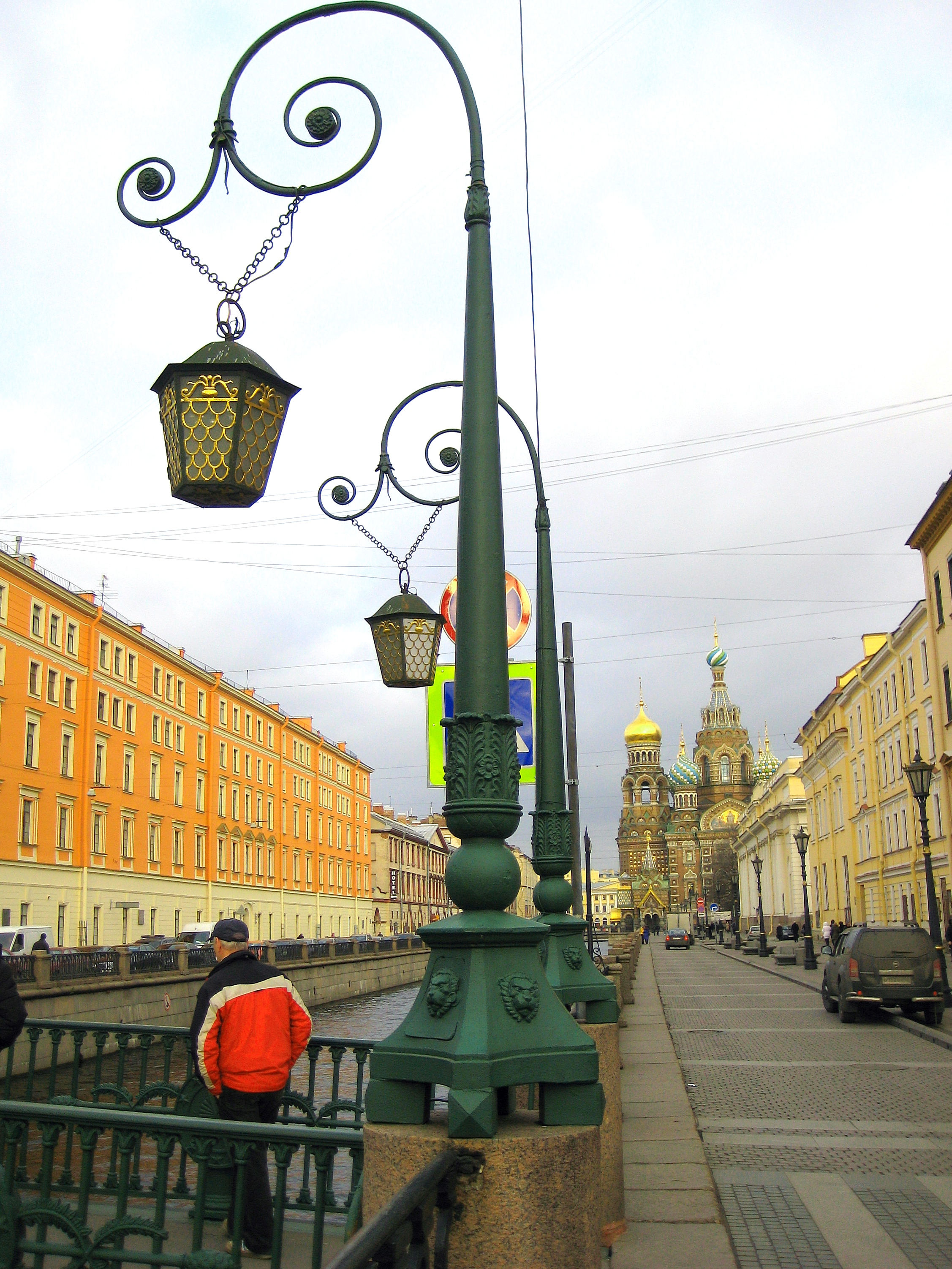
Торшеры освещения